# Оберее-Штроайх
Оберее-Штрогайх (нім. Oberehe-Stroheich) — громада в Німеччині, розташована в землі Рейнланд-Пфальц. Входить до складу району Вульканайфель. Складова частина об'єднання громад Гіллесгайм.
Площа — 10,30 км2. Населення становить 313 ос. (станом на 31 грудня 2020).